# Baciami adesso (Enrico Nigiotti)
Baciami adesso è un singolo del cantante italiano Enrico Nigiotti pubblicato il 6 febbraio 2020 come primo estratto dal quarto album in studio Nigio.
Con il brano si è presentato al Festival di Sanremo 2020, classificandosi al 19º posto.

## Video musicale
Il videoclip è stato reso disponibile il 6 febbraio 2020 tramite il canale YouTube del cantante.

## Tracce
Testi e musiche di Enrico Nigiotti.
1. Baciami adesso – 3:03

## Classifiche
| Classifica (2020) | Posizione massima |
| ----------------- | ----------------- |
| Italia            | 28                |